# Pelita Jaya (Belitang Madang Raya)
Pelita Jaya is een bestuurslaag in het regentschap Ogan Komering Ulu van de provincie Zuid-Sumatra, Indonesië. Pelita Jaya telt 2003 inwoners (volkstelling 2010).